# مزار أباد (باقران)
مزار أباد (بالإنجليزية: Mazrabad)‏ هي مستوطنة تقع في إيران في قسم باقران الريفي. يقدر عدد سكانها بـ 46 نسمة .